# 파르나스역
파르나스역(러시아어: Парнас)은 러시아 상트페테르부르크 시에 있는 상트페테르부르크 지하철 모스콥스코 페트로그라츠카야 선의 역이다. 비보륵스키 지역에 위치하며 상트페테르부르크를 통틀어 러시아의 최북단 지하철역이다.

## 역사
파르나스 역은 1984년에 처음 언급된 역으로, 1980년대 내내 도심에서 북부 주택 인근의 단층 지괴까지 건설된 페트로그라츠키 반경 내 연장선의 피날레로 사용되었다. 최북단 끝에는 본 노선의 두 번째 차량기지와 파르나스와 슈발로보 산업 지역 근처에 위치하게 될 새로운 주택 인근 단층 지괴 옆에 있는 종착역이 포함되었다. 1988년, 프로스펙트 프로스베셰니야 역까지 연장이 완료된 후, 즉시 비보륵스코예 차량기지 건설에 착수하였고 1991년 시 건설 및 건축 위원회의 승인을 받았다.
그 후, 소련의 붕괴와 파르나스를 포함한 대부분의 사업들에 뒤따른 재정위기가 동결되었다. 더 많은 지연은 키롭스코 비보륵스카야 선의 최북단 끝인 데뱟키노 역과 시스템의 나머지 부분과 함께 중요한 세베르노예 차량기지에서 갈라진 레스나야 ~ 플로샤디 무제스트바 구간의 터널 범람으로 야기되었다. 범람한 구간을 수리하기 위한 공사 우선순위가 다시 결정됨에 따라, 세베르노예 차량기지의 단절로 인한 공백으로 기획자들은 페트로그라츠키 반경에 위치한 비보륵스코예 차량기지와 함께 완성하려고 했던 파르나스 역을 건설하려는 생각으로 되돌아갈 수 밖에 없었다.
1995년에 새로운 프로젝트가 개발되었지만 2000년 2월 1일 비보륵스코예 차량기지가 개장했을 당시 역의 겉부분만 건설되었다. 마침내 2005년 5월, 많은 지연 끝에 마침내 공사가 시작되었고 1년 후 역이 완성되었다. 역의 설계는 여러 가지 현대적인 혁신과 변화하는 시스템 표준을 수용하기 위해 1995년 원본에서 수정되었으며, 가장 두드러진 것은 엘리베이터를 통한 장애인 접근을 위한 규정 시스템을 특징으로 하는 최초의 역이 되었다. 2006년 12월 22일에 개통되었다.

## 구조
파르나스 역의 주제는 현대 "첨단" 디자인에 통합된 고대 그리스의 건축 디자인으로 N. 로마시킨티마노프, M. 파블로바, V. 힐첸코가 설계를 맡았다. 역의 모든 출입구는 중앙 대합실을 포함하여 북쪽에 있다.

## 어원학
파르나스 역은 작은 공원으로 둘러싸인 도시의 북쪽에 있는 작은 언덕의 이름을 따서 지어졌다. 이 언덕은 아폴로와 무스가 만났던 그리스 신화의 언덕의 이름을 따서 지어졌다.